# Georg-Graf-von-Lehndorff-Plakette
Die Georg-Graf-von-Lehndorff-Plakette dient seit 1998 zur Auszeichnung von Pferdewirten (Schwerpunkte „Pferdehaltung und Service“ bzw. „Zucht“) für besonders gute Leistungen. Sie ist nach Georg von Lehndorff (1833–1914) benannt, dem Oberlandstallmeister auf dem Gestüt Graditz. Pferdewirte (Schwerpunkte „Pferdehaltung und Service“ bzw. „Zucht“) mit einer Durchschnittsnote von 2,09 und besser erhalten die Auszeichnung in Bronze. Pferdewirtschaftsmeister im Teilbereich „Zucht und Haltung“, die ihre Meisterprüfung mit einem Schnitt von 2,09 und besser absolvieren, erhalten sie in Silber. Verliehen wird sie durch die Deutsche Reiterliche Vereinigung (FN) in Warendorf. Alljährlich werden damit bundesweit rund 50 besonders erfolgreiche Absolventen ausgezeichnet. Damit hat sich die Auszeichnung in den letzten Jahren als eine der wichtigsten Auszeichnung in den Pferdeberufen herausgebildet.
Die FN-Ehrenplakette der Berufsausbildung ist eine Auszeichnung der Deutsche Reiterliche Vereinigung (FN) für Pferdewirte (Schwerpunkt „Pferdehaltung und Service“), die sich nicht für die Verleihung der Georg-Graf-von-Lehndorff-Plakette qualifiziert haben, jedoch ihre Ausbildung mit der Gesamtnote „gut“ (2,49) abgeschlossen haben. Auch diese Auszeichnung wird einmal jährlich verliehen.
Die Stensbeck-Plakette ist nach dem Reitmeister Oskar Maria Stensbeck (1858–1939) benannt und wird durch die Deutsche Reiterliche Vereinigung (FN) verliehen. Oskar Maria Stensbeck war zu seiner Zeit einer der berühmtesten Ausbilderpersönlichkeiten Deutschlands. Seit 1983 wird die Stensbeck-Plakette in Bronze an alle Pferdewirte (Schwerpunkt „Klassische Reitausbildung“) vergeben, die ihre Prüfung mit einem Notendurchschnitt von 2,49 und besser beendet haben. Analog dazu erhalten Pferdewirtschaftsmeister (Schwerpunkt „Klassische Reitausbildung“) die Stensbeckplakette in Silber, wobei der fachpraktische und der fachtheoretische Prüfungsteil (Teil I und II) mindestens mit dem Gesamturteil „gut“ (= 2,49) abgeschlossen werden muss sowie der Gesamtdurchschnitt aus allen vier Teilbereichen der Abschlussprüfung mindestens „befriedigend“ (= 3,49) lauten muss. Die Stensbeck-Auszeichnung ist neben der Georg-Graf-von-Lehndorff-Plakette die zweite wichtige Auszeichnung in den Pferdeberufen. Auch mit ihr werden alljährlich in Warendorf bundesweit rund 50 besonders erfolgreiche Absolventen ausgezeichnet. Seit 2012 wird auch die Stensbeck-Plakette in Gold für das Lebenswerk eines Ausbilders verliehen. Preisträger bisher waren der Augustdorfer Reitlehrer Hans-Georg Gerlach (2012), Heinz Lammers (2013) aus Datteln, Wilfried Gehrmann (2014) aus Warendorf sowie der Landgestütsleiter in Sachsen-Anhalt, Siegmund Hintsche (2015).

## Abbildungen
- Georg-Graf-von-Lehndorff-Plakette
  - Abbildung der Georg-Graf-von-Lehndorff-Plakette in Bronze.
  - Abbildung der Georg-Graf-von-Lehndorff-Plakette in Silber.
- Stensbeck-Plakette
  - Abbildung der Stensbeck-Plakette in Bronze.
  - Abbildung der Stensbeck-Plakette in Silber.
  - Abbildung der Stensbeck-Plakette in Gold.

## Weblink
Auszeichnungen für Pferdewirte. Abgerufen am 5. März 2016.